# 베드룸 윈도우
《베드룸 윈도우》(영어: The Bedroom Window)는 미국에서 제작된 커티스 핸슨 감독의 1987년 네오누아르 심리 스릴러 영화이다. 스티브 구튼버그, 엘리자베스 맥거번, 이자벨 위페르 등이 출연하였고, 로버트 타운이 총괄 제작자로 참여하였다.

## 줄거리
테리가 본인 아파트에서 상사의 아내 실비아와 잠자리를 갖고 샤워실에 들어간 사이에 실비아는 창을 통해 길에서 어느 남성이 한 여성을 폭행하고 있는 현장을 목격한다. 실비아를 보호하기 위해 테리가 대신 증인으로 나서지만 거짓말이 들통나면서 일이 꼬인다.

## 출연
- 스티브 구튼버그
- 엘리자베스 맥거번
- 이자벨 위페르
- 폴 셰나
- 칼 럼블리
- 월리스 숀
- 프레더릭 코핀
- 브래드 그린퀴스트
- 로버트 솅컨
- 마크 마골리스
- 리언 리피
- 모리 체이킨

## 기타 제작진
- 총괄 제작: 로버트 타운
- 배역: 메리 커훈
- 미술: 론 포먼
- 세트: 힐턴 로즈머린
- 의상: 클리퍼드 커폰